# Erik Nordien
Erik Johan Natanael Nordien , född 13 oktober 1933 i Lockne prästgård, död 2 februari 2000, var en svensk musiklärare i Junsele, Sollefteå kommun. 
Erik Nordien var son till Natanael (Natan) Nordien (1907–1949) och Anna Nordien (1905–2000) (född Jonsson). Han är främst känd för att ha grundat musikfestivalen Musik & Konstveckan i Junsele 1968, som är en av Sveriges äldsta musikfestivaler i genren klassisk musik. Han var också ledare för Junsele Orkesterförening, grundad av Natan Nordien 1944, och Junselekören (före detta Junsele Kyrkokör).

## Priser och utmärkelser
- H. M. Konungens medalj av 8:e storleken (1990)
- Kungl. Musikaliska Akademiens Medaljen för tonkonstens främjande (1992)
- Olof Högberg-plaketten (1973)

Kungl. Musikaliska Akademiens Medalj för Tonkonstens Främjande